# KV Harstad
KV Harstad – patrolowiec typu UT 512, zaprojektowany przez przedsiębiorstwo Rolls-Royce dla Norweskiej Straży Wybrzeża. Jest bliźniaczym okrętem islandzkiego patrolowca „Þór”. Jego nazwa pochodzi od norweskiego miasta Harstad.
KV „Harstad” został zbudowany jako okręt wielozadaniowy, zoptymalizowany do ratunkowego holowania dużych tankowców (do 200 000 ton nośności), oczyszczania wody z ropy oraz gaszenia pożarów. Jego głównymi zadaniami są inspekcje połowów oraz akcje poszukiwawczo-ratunkowe w norweskiej wyłącznej strefie ekonomicznej. Rosnąca liczba dużych tankowców wokół norweskich brzegów tłumaczy potrzebę posiadania tego typu okrętu.